# 2+Leif
2+Leif (im Programm stets Zwei plus Leif gesprochen) war eine politische Talkshow des SWR Fernsehens, die von Thomas Leif moderiert wurde. In die Sendung wurden jeweils zwei Gäste eingeladen, die Fragen des Moderators beantworten und miteinander diskutieren. 2+Leif löste die Ende 2008 eingestellte Sendereihe Quergefragt ab.
Die Aufzeichnung erfolgte montags um 18 Uhr in den Berliner RTL-Studios am Schiffbauerdamm, die Ausstrahlung erfolgte um 23 Uhr.
Die letzte Ausgabe lief am 9. Dezember 2013, der SWR hat die Internet-Präsenz der Sendung entfernt.